# Geschichte der Elfenbeinküste
Die Geschichte der Elfenbeinküste ist die Geschichte des modernen westafrikanischen Staates Elfenbeinküste (französisch Côte d’Ivoire), der gleichnamigen französischen Kolonie, aus der dieser Staat entstanden ist, sowie die Geschichte der Völker und Reiche, die auf dem Gebiet des heutigen Staates lebten bzw. heute noch leben. Der Staat Elfenbeinküste ist das Ergebnis kolonialer Grenzziehungen, bei denen man weder auf vorher vorhandene geographische oder naturräumliche noch auf religiöse, sprachliche oder kulturelle Grenzen oder Einheiten Rücksicht genommen hat. Das Staatsgebiet vereinigt daher Regionen, die vor dieser Grenzziehung keine gemeinsame Geschichte hatten. Andere Völker wiederum sind durch die Staatsgrenze von Regionen außerhalb des heutigen Staates getrennt, mit denen sie eine gemeinsame Geschichte verbindet.

## Geschichte der Völker und Reiche auf dem Gebiet der Elfenbeinküste vor der Kolonisation

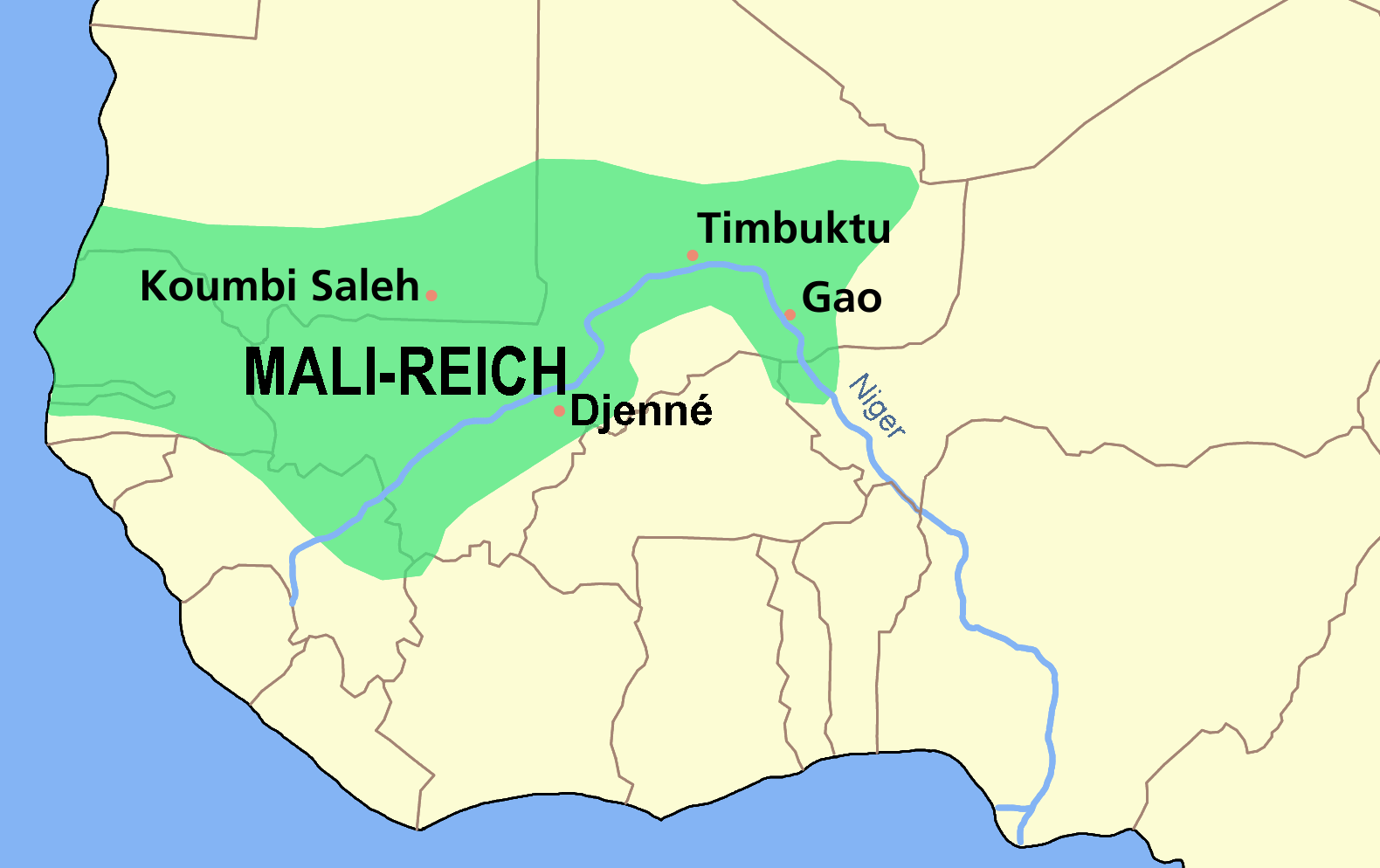
Mutmaßliche Ausdehnung des Reiches von Mali

Über die frühen Bewohner des Gebietes der Elfenbeinküste ist kaum etwas bekannt, wahrscheinlich sind sie von den Vorfahren der heutigen Bewohner verdrängt oder assimiliert worden. Der nördliche Teil der heutigen Elfenbeinküste war in den Jahrhunderten vor der Kolonialisierung durch den Einfluss der großen Sahelreiche geprägt. Seit dem 11. Jahrhundert breitete sich über diese Handelskontakte und kriegerische Auseinandersetzungen der Islam in den nördlichen Teilen des Landes aus. Die nordwestlichste Ecke der Elfenbeinküste war bis zum 14. Jahrhundert Teil des großen Reiches von Mali und die gesamte nördliche Region war über Jahrhunderte in den Handel mit diesen Reichen (Songhai, Reich von Ghana u. a.) eingebunden. Berittene Heere aus dem Norden eroberten immer wieder weite Teile des Landes. Hier existierten bereits lange vor der Ankunft der Europäer an den Küsten bedeutende Handelsstädte wie etwa Bondoukou oder Kong, die sich allmählich zu größeren oder kleineren, islamisch geprägten Stadtstaaten entwickelt hatten.
Im 17. Jahrhundert eroberte Seku Wattara, ein aus dem Norden kommender Führer eines Reiterheeres, den Stadtstaat Kong und setzte sich selbst als Herrscher ein. Unter ihm und seinen Nachfolgern wurde Kong zum mächtigsten Staat der Region. 1725 erreichte ein Reiterheer aus Kong sogar den Niger und attackierte die Stadt Segu. Kong war ein Zentrum islamischer Gelehrsamkeit, dessen Zerstörung 1895 durch den muslimischen Heerführer Samory Touré in der islamischen Welt Westafrikas später Empörung auslösen sollte.
Das Königreich Abron war im 17. Jahrhundert das erste mehrerer Reiche innerhalb der Elfenbeinküste, das durch ein Volk aus der Akangruppe gegründet wurde, das aufgrund von Konflikten mit dem bzw. innerhalb des Aschantikönigreiches in die Elfenbeinküste ausgewandert war. Die Abron waren ursprünglich Teil des Reiches von Akwamu im südlichen Teil des heutigen Ghana. Von dort wanderten sie in die Gegend der Stadt Kumasi, wo sie im 17. Jahrhundert von den Aschanti vertrieben wurden. Anschließend gründeten sie ihr Reich in der Elfenbeinküste, das bald auch die bedeutende Handelsstadt Bondoukou beherrschte. Gut hundert Jahre später wurden sie zu Vasallen des Aschantireiches.
Die südöstliche und zentrale Elfenbeinküste wurde Mitte des 18. Jahrhunderts erneut zum Einwanderungsgebiet von Akanvölkern aus dem Aschantireich. Dort war es 1750 nach dem Tod des Herrschers („Asantehene“) Opoku Ware I. zu internen Auseinandersetzungen gekommen und eine größere Gruppe verließ ihre Heimat Richtung Westen und Süden, in die heutige Elfenbeinküste. Aus diesen Gruppen entstanden die heutigen Völker der Baoulé und Agni, die die einheimischen Senufo und Guru allmählich verdrängten. Einige dieser Auswanderer wurden von Awura Poku angeführt, einer mutigen Frau, die ihre Hauptstadt nahe der heutigen Stadt Bouaké errichtete. Nach ihrem Tod 1760 übernahm ihre Nichte Akwa Boni die Führung der Baoulé. Unter ihrer Herrschaft eroberten sie die goldreichen Gebiete in der Bandama-Region. Nach dem Tod Akwa Bonis zerbrach die Einigkeit der Baoulé, obwohl diese bei Ankunft der Franzosen noch weite Teile der südlichen Elfenbeinküste beherrschten.

## Frühe Kontakte mit den Europäern und koloniale Eroberung

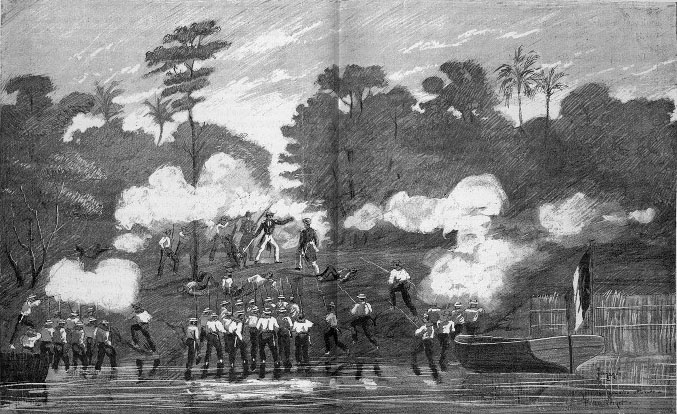
Kommandant E. Bouët-Willaumez greift Aufständische bei Grand-Bassam (Westafrika) an, Gravur von 1890

Seit dem Ende des 15. Jahrhunderts gab es Handelskontakte zwischen Europäern und den Küstenvölkern der Elfenbeinküste. Die ersten Europäer an dieser Küste waren die Portugiesen, die den Handel über 100 Jahre lang beherrschten. Ivorische Städtenamen wie Sassandra, San Pedro oder Fresco erinnern noch heute daran. Im Gegensatz zur sich östlich anschließenden Goldküste errichteten die europäischen Mächte hier jedoch lange Zeit keinerlei befestigte Stützpunkte. Erst 1698 bauten die Franzosen bei Assinie, also im östlichsten Teil der Küste des Landes, ein hölzernes Fort und nannten es St. Louis, gaben es aber bereits 1704 wieder auf. In die Mitte des 19. Jahrhunderts fielen die ersten dauerhaften Kontakte der Franzosen mit den Küstenvölkern durch Händler und Missionare. Der Name Côte d’Ivoire, „Elfenbeinküste“, wurde nachweislich von dem französischen Admiral Louis Edouard Bouet-Willaumez 1839 verwendet. 1843/44 schloss Bouet-Williaumez Verträge mit Herrschern aus den Gebieten um die Küstenorte Grand-Bassam und Assinie ab, durch die diese Gebiete zu französischen Protektoraten wurden. Von hier aus begannen später französische Offiziere und Unteroffiziere mithilfe afrikanischer Söldner die koloniale Eroberung der Elfenbeinküste. Die kolonialen Anstrengungen Frankreichs erlahmten ab 1871 durch die Niederlage im Deutsch-Französischen Krieg, wurden aber durch die Vereinbarungen der Kongokonferenz von 1885 über die Küsten Afrikas und besonders der gleichartigen Verträge von 1890 über das Landesinnere des Kontinents neu entfacht.

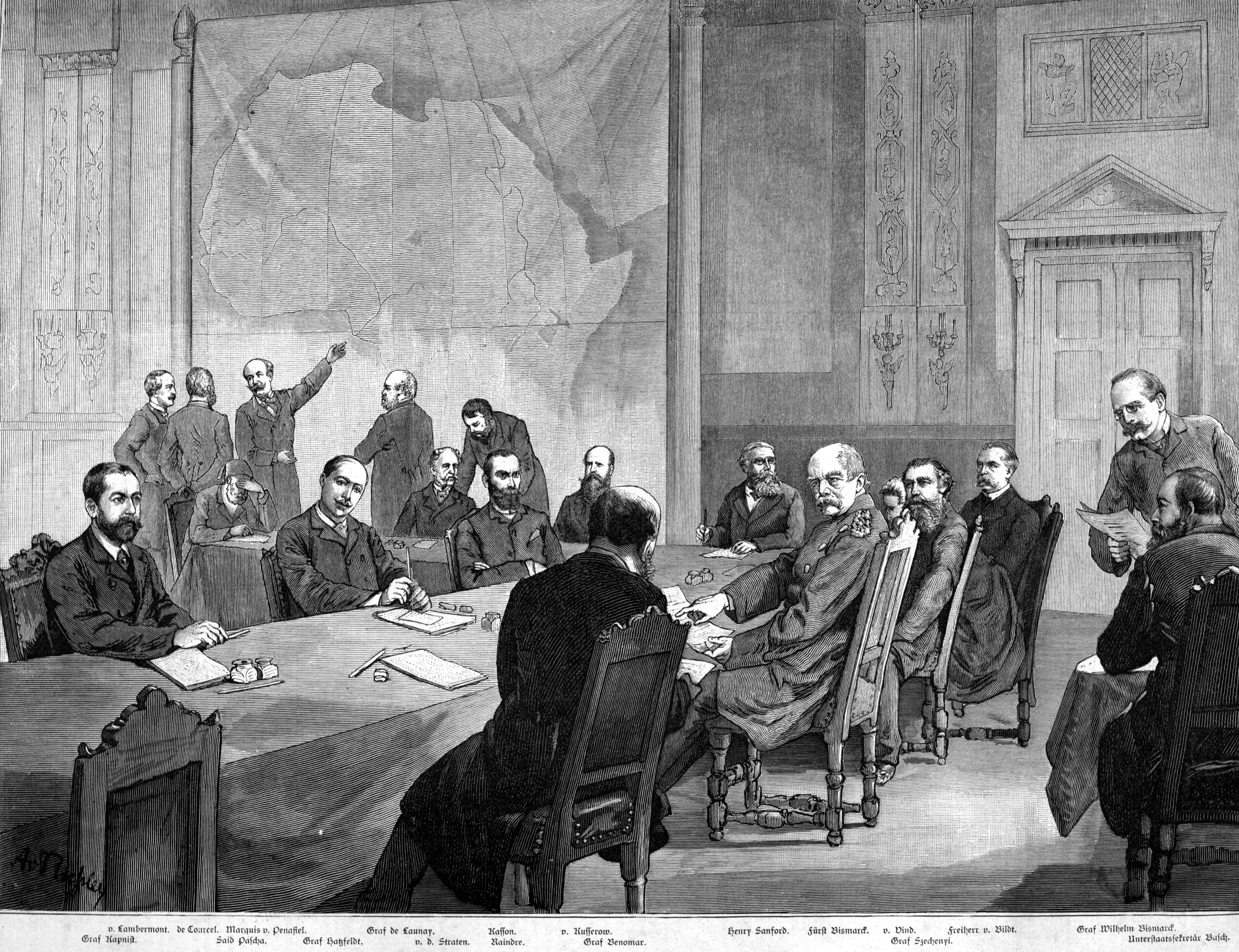
Zeitgenössische Zeichnung der Teilnehmer der Kongokonferenz

Diese Vereinbarungen zwischen den europäischen Kolonialmächten sahen vor, dass nur dasjenige Land als Bestandteil europäisches Kolonialgebiet akzeptiert würde, das auch faktisch von einer europäischen Macht beherrscht wurde – die „Inbesitznahme“ durch eine Zeremonie reichte nicht mehr aus. Die Konferenz heizte den sogenannten „Scramble for Africa“ (Wettlauf um Afrika) an. 1893 wurde die Elfenbeinküste zur französischen Kolonie erklärt. Erster Gouverneur der neuen Kolonie wurde Lieutenant Louis-Gustave Binger, der aus Dakar zur Aushandlung von „Schutzverträgen“ bzw. Eroberung des Reiches von Kong abgeordnet worden war, das um 1890 weite Teile der nördlichen Elfenbeinküste und angrenzende Gebiete bis tief in das heutige Burkina Faso hinein beherrschte. Grand-Bassam wurde zur ersten Hauptstadt der Kolonie. Binger handelte die Grenzen der französischen Elfenbeinküste mit der östlich benachbarten britischen Kolonie Goldküste und dem westlich gelegenen unabhängigen Liberia sowie einen „Schutzvertrag“ mit dem Reich von Kong aus. Der französischen Herrschaft wurde jedoch bald sowohl im äußersten Norden, durch den islamischen Führer („Almamy“) Samory Touré, als auch in den Küstenregionen heftiger Widerstand entgegengesetzt. Von 1891 bis 1918 befanden sich permanent unterschiedliche Landesteile im offenen Kriegszustand mit Frankreich oder im Aufstand.

### Der Widerstand Samory Tourés

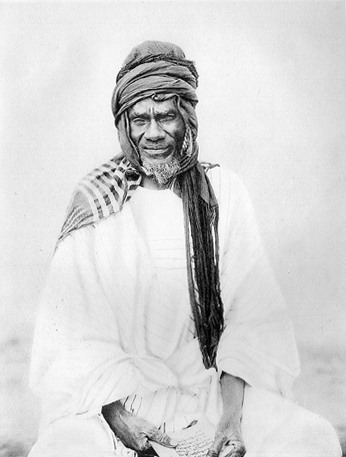
Samory Touré

Der härteste Widerstand kam von Samory Touré, der 1895 das Reich von Kong erobert und die Stadt zerstört hatte. Samory Touré war ein Heerführer und islamischer Reformer, dessen erste Staatsgründung etliche hundert Kilometer weiter westlich stattgefunden hatte, an den Grenzen der französischen Kolonien Guinea und Senegal. Aus diesem Reich hatten ihn die Franzosen in blutigen Kämpfen Anfang der 1890er Jahre vertrieben. Auf dem Gebiet von Kong errichtete er nun sein zweites Reich. 1896 eroberten die Briten das benachbarte Aschantireich und waren damit Samorys direkte Nachbarn im Osten. Samorys Versuche, sich mit den Briten gegen die Franzosen zu verbünden, scheiterten. 1898 stießen französische Truppen vom Westen, Süden und Norden gleichzeitig auf Samorys Reich vor, während ihm die Briten den Rückzug nach Osten versperrten. Die Franzosen versprachen ihm sicheres Geleit in seinen Heimatort, wo er unbehelligt leben sollte. Samory akzeptierte das Angebot und ergab sich. Die nördliche Elfenbeinküste war damit endgültig französisch. Die Sieger brachen ihr Versprechen jedoch sofort und deportierten Samory Touré in ihre Kolonie Gabun, wo er 1900 starb.

### Der Unabhängigkeitskampf der Baoule und Agni 1891 bis 1917

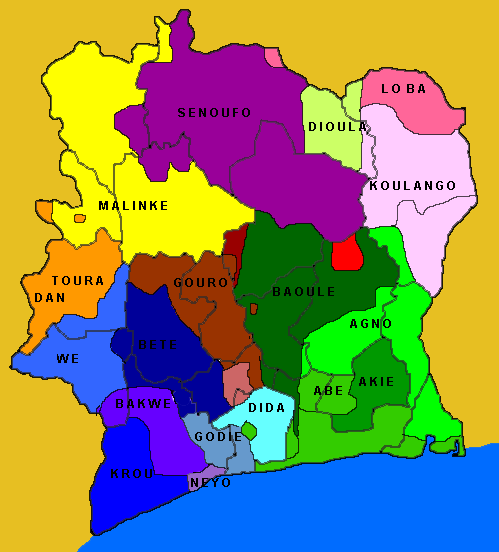
Siedlungsgebiete der Ethnien der Elfenbeinküste, dunkelgrün die Baoule

Der Unabhängigkeitskampf der Völker an der Küste und im Zentrum der Kolonie wurde von den oben erwähnten Akanvölkern der Baoule und Agni angeführt, die 150 Jahre zuvor aus dem Aschantigebiet eingewandert waren. Die Aufstandswelle begann, als die Franzosen die 1878 bis 1889 ausgehandelten „Schutzverträge“ mit diesen Völkern an mehreren Stellen brachen, indem sie sich in die Wahl der traditionellen Oberhäupter einmischten und die Gestellung von Männern als Träger und Zwangsarbeiter verlangten. Mit dem Beginn des Baues einer Eisenbahnlinie 1893 verlangten sie verstärkt nach Zwangsarbeitern und enteigneten afrikanisches Land für die Streckenführung.
1900 versuchten sie zudem, eine Kopfsteuer für die Bewohner der Kolonie durchzusetzen. Der 1891 begonnene Aufstand wurde nicht zentral angeführt, da die Baoule nicht in einem zentralisierten Königreich vereinigt waren (obwohl etliche kleinere Häuptlingstümer hierbei kooperierten), und hatte den Charakter eines jahrelangen Guerillakrieges. 1908 hatten die Franzosen nur noch einen schmalen Küstenstreifen tatsächlich unter Kontrolle. In diesem Jahr entsandte die Kolonialmacht einen neuen Gouverneur an die Elfenbeinküste. Gouverneur Gabriel Angoulvant suchte die Lösung in brutaler militärischer Unterdrückung der einheimischen Bevölkerung. Er ließ hunderte von Dörfern zerstören und die Bewohner in leichter zu bewachende größere Orte umsiedeln. 220 afrikanische Führer wurden deportiert und das System der Zwangsarbeit erheblich ausgeweitet. Die Kampagne war erfolgreich und 1915 die militärische Kontrolle durch Frankreich wiederhergestellt. 1916 kam es zu einem letzten großen Aufstand der Baoule und Agni, der die französische Herrschaft zeitweise ähnlich bedrohte wie im Jahr 1908. Der Aufstand endete schließlich mit der weitgehenden Auswanderung der Gruppe der Agni in die benachbarte britische Goldküste und damit unter eine erträglichere Form der Kolonialherrschaft.

## Etablierung der französischen Kolonialmacht 1918 bis 1944

Stadtwappen von Abidjan

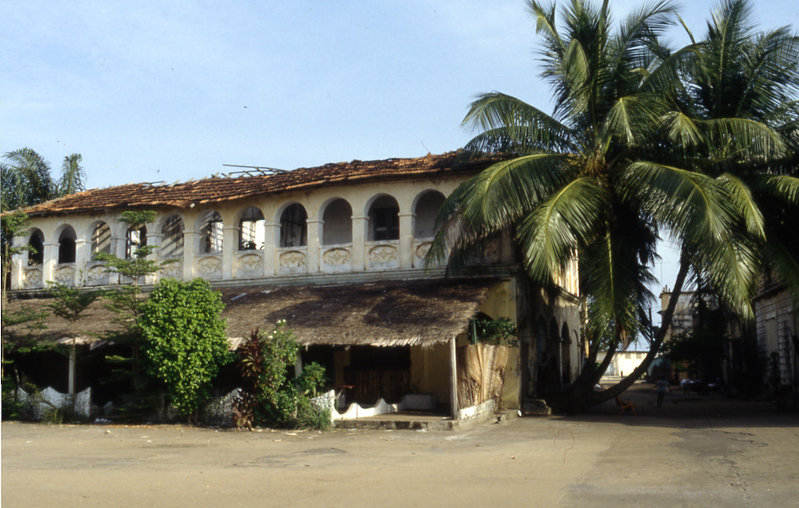
Haus aus der Kolonialzeit in Grand-Bassam

1904 wurde die Kolonie Teil von Französisch-Westafrika. Nach Grand-Bassam wurde Bingerville Hauptstadt, ab 1933 Abidjan. Die Oberschicht der nördlichen Gebiete, insbesondere die Dyula-Händler, war bald zur Kooperation mit der Kolonialmacht bereit, da sie ihnen den lukrativen Zugang zu den Küstenstädten eröffnete. Aus dem Norden rekrutierten die Franzosen auch den größten Teil der Arbeitskräfte für ihre wirtschaftlichen Unternehmungen in den Waldgebieten des Zentrums, für Holzgewinnung und Plantagenbau (Kautschuk, Palmöl, Palmnüsse, seit den 1930er Jahren zunehmend Kakao und Kaffee). Diese Abwanderung der Arbeitskräfte wirkte sich negativ auf die wirtschaftliche Entwicklung des Nordens aus. Teilweise wurden auch Arbeitskräfte aus den nördlich angrenzenden Kolonien wie Obervolta rekrutiert, ein Teil der Einwanderung aus diesen Gebieten fand auch freiwillig statt.
In den Gebieten, die bis dahin keine größeren staatlichen Einheiten kannten, setzten die Franzosen nach ihrem Gutdünken „traditionelle Häuptlinge“ ein, die jedoch von der Bevölkerung kaum akzeptiert wurden. Die Oberschicht der rebellischen Baoulé wurde in der Zeit zwischen den Kriegen zunehmend zu Nutznießern der kolonialen Strukturen. Traditionell hatten die „Häuptlinge“ eine gewisse Kontrolle über das nutzbare Land und die Arbeitskraft der Bevölkerung zum allgemeinen Nutzen der Gesellschaft ausgeübt. Unter kolonialen Bedingungen konnten sie diesen Einfluss für ihre egoistischen Interessen nutzen und viele wurden erfolgreiche Pflanzer.
Mit dem wirtschaftlichen Erfolg ließ der antikoloniale Widerstand bald auch in den unteren sozialen Schichten nach. Die Kolonialverwaltung konnte es sich leisten, nach 1918 „Beratende Versammlungen“ auf Bezirks- oder Stadtebene einzurichten. In den Städten gründeten sich Unterstützungsvereine (amicales), die allerdings keine gewerkschaftlichen oder politischen Aktivitäten ergreifen durften. Die Politik der Assimilation, der „Verwandlung“, westlich gebildeter Einheimischer in „afrikanische Franzosen“ war hier teilweise erfolgreich.
Die katholische Kirche überzog das Land mit einem Netz von Grundschulen und es gab für wohlhabende und ehrgeizige Einheimische einige weiterführende Schulen. Der Erfolg der katholischen Kirche stand auch im Zusammenhang mit dem Erfolg eines christlichen Predigers aus Liberia, William Wadé Harris, der allein 1914 120.000 Menschen in der Elfenbeinküste zu seinem (mit traditionellen Elementen gemischten) Christentum bekehrte. Niemals zuvor oder danach gab es in Westafrika eine vergleichbare christliche Massenbewegung. Harris profitierte vom Niedergang der politischen und religiösen Autoritäten der Elfenbeinküste und beschleunigte sie gleichzeitig erheblich. Eine geringe Zahl von Einheimischen erhielt bis 1930 auch die französische Staatsbürgerschaft, die übrigen Bewohner des Landes galten nicht als „Bürger“, sondern als „Untertanen“ (sujets) Frankreichs.

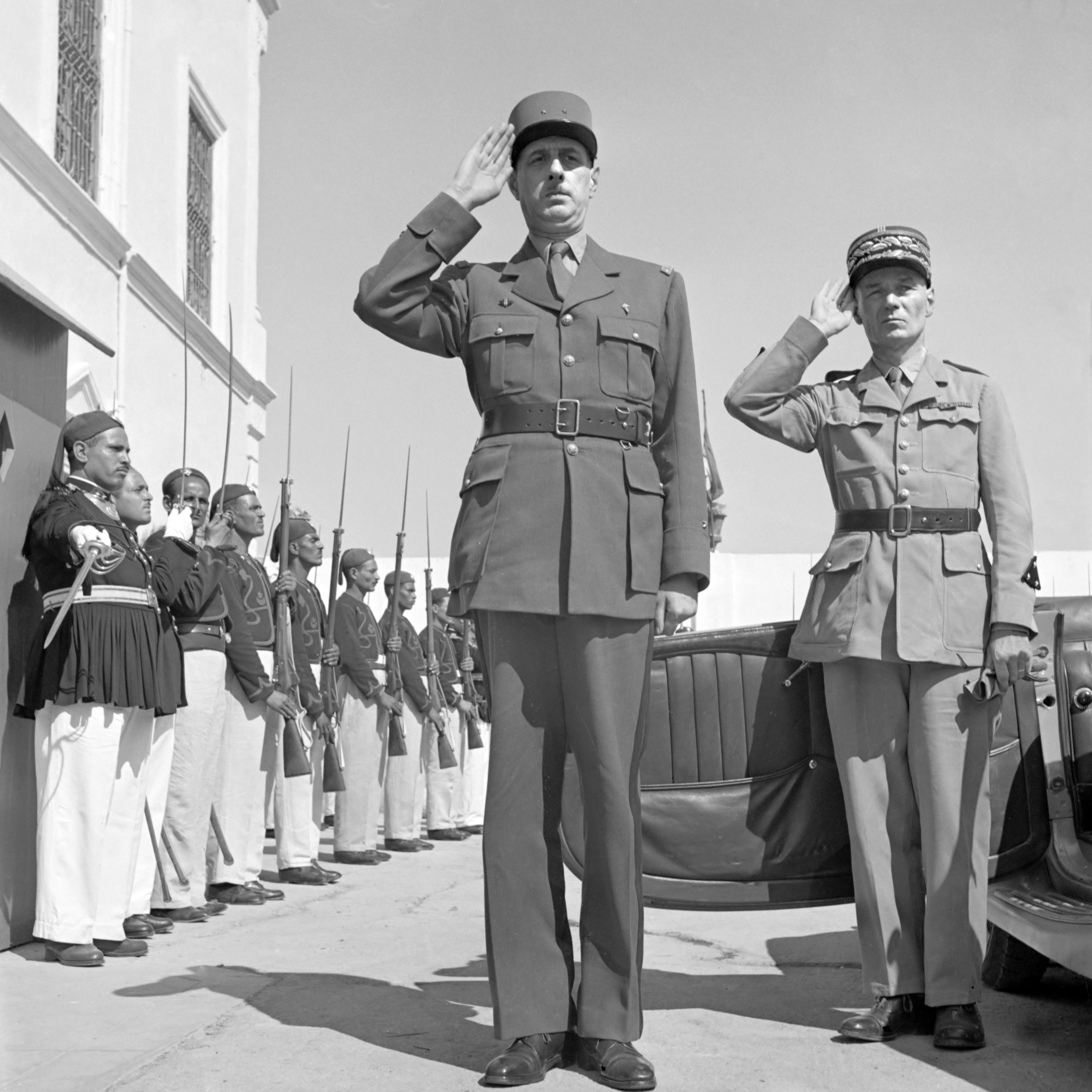
General de Gaulle und General Mast, Tunis 1943

Die „Untertanen“ standen unter der Herrschaft des „Code de l’indigénat“ („Eingeborenengesetze“), eines Kataloges von Gesetzen und Vorschriften, die zum Beispiel jeden männlichen, erwachsenen Einheimischen zu 10 Tagen unentgeltlicher Zwangsarbeit pro Jahr verpflichtete, ihnen aber keinerlei politische Rechte zuerkannte. Die Situation verschärfte sich, als 1940 Teile des französischen „Mutterlandes“ durch deutsche Truppen besetzt wurden und das Vichy-Regime im unbesetzten Teil Frankreichs die Macht übernahm.
Frankreichs Kolonien mussten sich zwischen dem mit den Deutschen kollaborierenden Vichy-Regime und der Londoner Exilregierung Charles de Gaulles, also dem „Freien Frankreich“, entscheiden. Die Kolonialherren Französisch-Westafrikas – und damit der Elfenbeinküste – entschieden sich im Unterschied zu Französisch-Äquatorialafrika für Vichy-Frankreich. Die Vichy-Anhänger in Französisch-Westafrika forcierten die Zwangsarbeit und führten im Einklang mit den rassistischen Gesetzen Nazideutschlands erstmals Elemente der Rassentrennung ein. „Nur-für-Weiße“-Schilder erschienen in Hotels und Cafés und afrikanische Kunden wurden in Geschäften getrennt bedient. Die Zwangsarbeiter wurden nur den französischen Unternehmern zugeteilt und die weißen Siedler, die „colons“, erhielten einen doppelt so hohen Preis für ihren Kakao wie die einheimischen Pflanzer, was die Kakaoproduktion durch Einheimische auf einen Bruchteil reduzierte. Aus Protest gegen diese Maßnahmen verließ 1941 ein Häuptling mit 10.000 seiner Untertanen die Kolonie und wanderte in die britische Goldküste aus, wo er den Vertretern des „freien Frankreich“ seine Dienste anbot. Die Niederlage Deutschlands und damit Vichy-Frankreichs bedeutete auch eine Niederlage dieser rassistischen Linie französischer Kolonialpolitik. Für die Elfenbeinküste endete sie 1943, mit der Kapitulation der vichytreuen Kolonialverwaltung Französisch-Westafrikas gegenüber den Alliierten und dem „freien Frankreich“.

## 1944 bis 1960: Die Entscheidung zwischen Unabhängigkeit und Bindung an Frankreich

### 1944 bis 1948: Reformen und Gründung der RDA
Der Sieg Frankreichs brachte eine Wende für die gesamte französische Kolonialpolitik. In der Konferenz von Brazzaville (der Hauptstadt von Französisch-Äquatorialafrika und zu diesem Zeitpunkt auch Hauptstadt des „freien Frankreich“) im Januar 1944 erkannten hochrangige Vertreter der französischen Kolonien in Afrika auf Betreiben General de Gaulles das Recht der Kolonien auf Vertretung in der französischen Verfassungsversammlung an, die eine Verfassung für das Nachkriegs-Frankreich ausarbeiten sollte. Die Konferenz empfahl unter anderem eine größere Autonomie der Kolonien, eine parlamentarische Vertretung der weißen Siedler und der Einheimischen, das Recht der Arbeiter, sich gewerkschaftlich zu organisieren, sowie die Abschaffung des „Code de l'indigénat“ und der Zwangsarbeit.

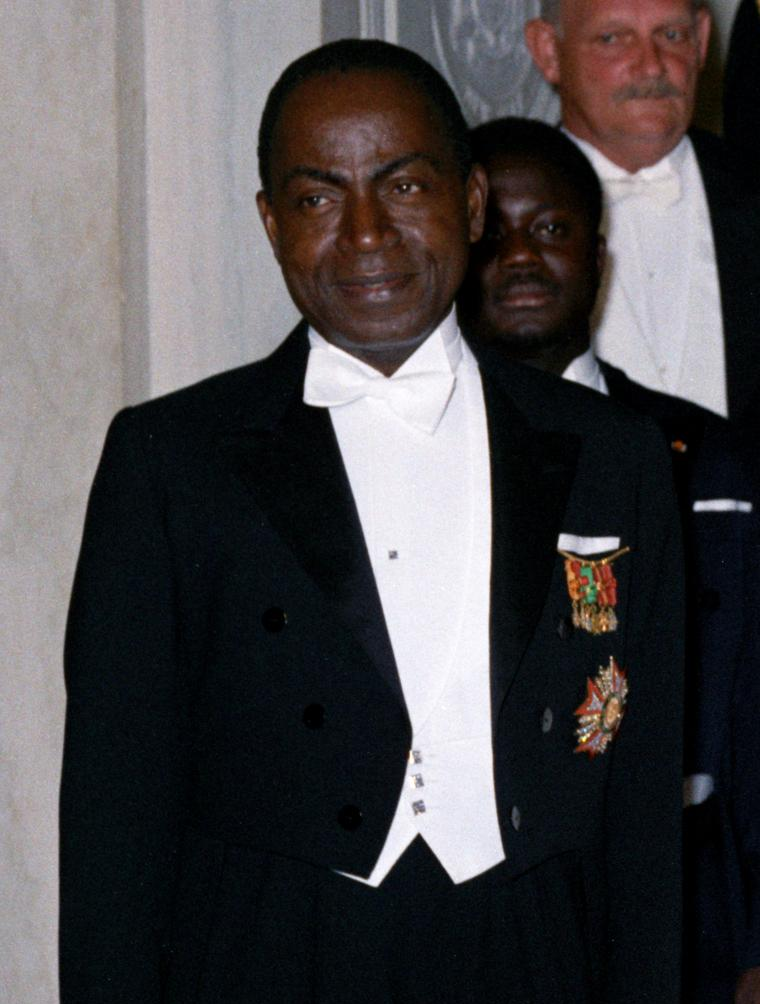
Felix Houphouët-Boigny

In der Elfenbeinküste gründete sich daraufhin das „Syndicat Agricole Africain“, eine Vereinigung der einheimischen Pflanzer, die sich gegen die Bevorzugung der „colons“ wehrten. Gründungsmitglied war der wohlhabende Pflanzer und spätere Präsident der unabhängigen Elfenbeinküste, Félix Houphouët-Boigny, der die Politik des Landes in den kommenden 40 Jahren bestimmen sollte. 1945 wurde Houphouët-Boigny in der ersten landesweiten Wahl als Vertreter der Einheimischen in die Verfassunggebende Versammlung in Paris gewählt. Diese Wahl war allerdings nicht allgemein, sondern von einem eingeschränkten Kreis von Wählern durchgeführt. Die weißen Siedler durften ebenfalls einen Vertreter in die Versammlung entsenden.
1946 wurde die Zwangsarbeit endgültig abgeschafft, ein Erfolg, den viele Menschen in der Elfenbeinküste mit dem Namen Houphouët-Boignys verbanden. 1946 gründete sich die Parti Democratique de la Côte d’Ivoire (PDCI, Demokratische Partei der Elfenbeinküste) mit Félix Houphouët-Boigny an der Spitze. Ende desselben Jahres schloss sich diese Partei mit Parteien aus mehreren anderen Teilgebieten des französischen Afrika zur Rassemblement Démocratique Africain (RDA) zusammen, an deren Spitze wiederum Félix Houphouët-Boigny stand. Ziel dieser Vereinigung war nicht die Unabhängigkeit der französischen Kolonien in Afrika, sondern ihre gleichberechtigte Einbindung in die Union française unter der Führung Frankreichs.
Félix Houphouët-Boigny hatte bereits in seinem ersten Wahlprogramm beteuert: „Ich liebe Frankreich, dem ich alles verdanke ... Es gibt keinen einzigen Gutwilligen, der mir nachweisen könnte, dass ich es an Loyalität gegenüber Frankreich hätte fehlen lassen.“ Obwohl überzeugter Vertreter des freien Unternehmertums, ging Félix Houphouët-Boignys Partei zwischen 1946 und 1950 ein Zweckbündnis mit der Kommunistischen Partei Frankreichs ein, die bis 1947 an der französischen Regierung beteiligt war und den Gouverneur der Elfenbeinküste stellte. In diese Zeit fällt die Unterstützung von Boignys RDA für die Streiks etwa der Eisenbahner oder der Marktfrauen von 1947.

### 1949 bis 1951: Rückfall in die Repression
1948 musste der kommunistische Gouverneur Georges Orselli seinen Posten räumen. Sein Nachfolger Laurent Péchoux hatte Anweisungen, gegen Houphouët-Boignys RDA vorzugehen. Im gesamten französischen Afrika wurde die Politik der Kolonialherren in dieser Phase repressiver, in der Elfenbeinküste entfaltete der Gouverneur Pechoux jedoch einen Terror, der an die Unterdrückung der Aufstände zwischen 1891 und 1919 erinnerte. Unterstützt wurde er dabei besonders von den französischen Siedlern, die sich durch das neue Selbstbewusstsein der „Eingeborenen“ bedroht sahen und bereits etliche Privilegien verloren hatten. Bekannt wurde der Ausspruch eines Siedlers: „Die Sache wird sich wohl nicht ohne 10.000 Tote erledigen lassen“ (La situation ne peut s'arranger ici qu'avec 10.000 morts).
Die Repressionsmaßnahmen der Kolonialregierung gegen alle Unterstützer der RDA forderten innerhalb eines Jahres, vom Februar 1949 bis Februar 1950, 52 Tote und hunderte Verletzte. Pro-Boigny-Dörfer wurden mit Extrasteuern belegt, hunderte traditioneller „Häuptlinge“ abgesetzt. Versammlungen der RDA wurden verboten. Die katholische Kirche der Elfenbeinküste verweigerte Opfern der Repression ein christliches Begräbnis. In einigen Gegenden lebte die „Harris-Bewegung“ der Zeit vor dem Ersten Weltkrieg wieder auf. Als Houphouët-Boigny ins Gefängnis geworfen werden sollte, kam es zu Massendemonstrationen und zum Boykott europäischer Firmen. Houphouët-Boigny erhielt Unterstützung nicht nur im christlich-animistischen Süden, sondern auch im überwiegend islamischen Norden, insbesondere in den Regionen, die 70 Jahre zuvor mit Samory Touré verbündet waren.
1950 verließ Félix Houphouët-Boigny dennoch das Land Richtung Paris, da er um sein Leben fürchtete. Der Vorteil einer Bindung an die Kommunistische Partei hatte sich in sein Gegenteil verkehrt. Im selben Jahr löste er die Bindung an die Kommunistische Partei und schloss ein Bündnis mit der Union démocratique et socialiste de la Résistance, der Partei des späteren französischen Präsidenten François Mitterrand.

### 1951 bis 1958: Zusammenarbeit RDA und Kolonialregime, Wirtschaftsboom

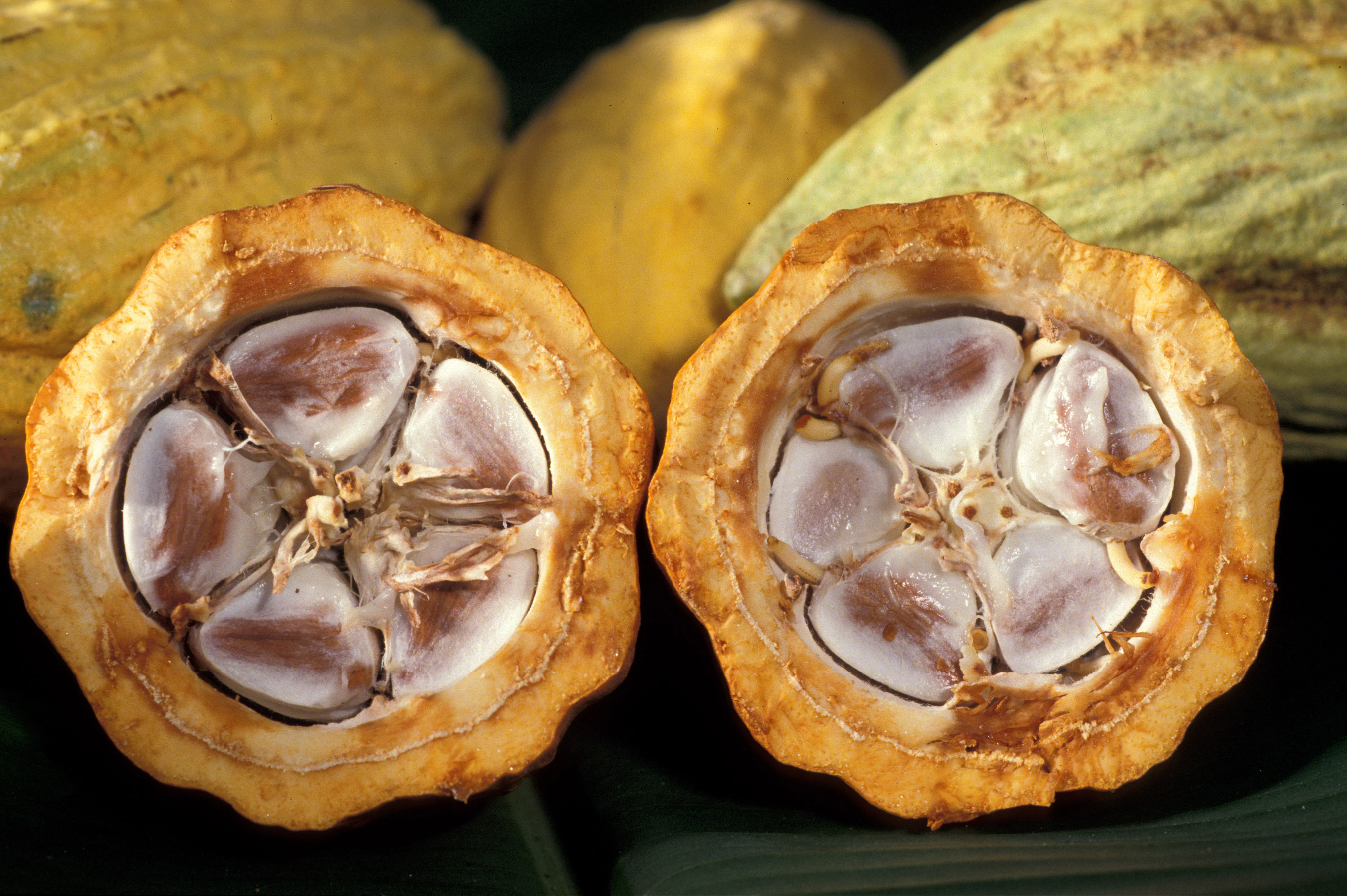
Aufgeschnitte Kakaofrucht, Basis der Wirtschaft der Elfenbeinküste

Félix Houphouët-Boigny und seine RDA standen damit wieder im Lager der Herrschenden. Pechoux musste 1950 die Elfenbeinküste verlassen und wurde ins französische Togo versetzt, wo er mit ähnlichen Methoden gegen die separatistischen Neigungen der Ewe vorging. Houphouët-Boigny und die Kolonialverwaltung änderten ihre Politik um 180 Grad und begannen eine ausgeprägte Zusammenarbeit. Die politischen Gefolgsleute Houphouët-Boignys, die in den vorangegangenen Jahren ins Gefängnis gekommen waren, wurden überwiegend begnadigt. Die RDA spaltete sich 1950, ihr „gemäßigter“ Flügel wurde von Houphouët-Boigny geführt und die Kolonialverwaltung begann die RDA ebenso offen zu unterstützen, wie sie sie vorher bekämpft hatte.
Bis 1957 war Houphouët-Boigny Mitglied mehrerer französischer Regierungen und Präsident Französisch-Westafrikas. Seine Kollaboration mit den Kolonialherren ging so weit, dass er sogar den brutalen Kolonialkrieg der Franzosen in Algerien rechtfertigte. Die Elfenbeinküste erlebte zeitgleich einen enormen Wirtschaftsaufschwung, basierend auf den Exportprodukten Kakao und Kaffee. 1956 wurde die Wahlgesetzgebung reformiert und die Elfenbeinküste erhielt weitgehende innere Autonomie. Das Frauenwahlrecht wurde ebenfalls 1956 eingeführt. 1958 trat eine eigene Verfassung der Elfenbeinküste in Kraft und 1959 setzte sich Houphouët-Boigny erfolgreich für die Auflösung Französisch-Westafrikas ein. Damit stellte er sich gegen die Mehrheit der übrigen afrikanischen Führer, die eine „Balkanisierung“ Westafrikas fürchteten.
Für Houphouët-Boigny war dagegen entscheidend, dass auf diese Weise die Elfenbeinküste die dort erwirtschafteten Reichtümer nicht mit den ärmeren Teilen Französisch-Westafrikas teilen musste. Das Budget der Elfenbeinküste erhöhte sich mit der Autonomie um 152 %. Als Charles de Gaulle 1958 die französischen Kolonien aufforderte, sich für einen Verbleib in der französischen Union oder sofortige Unabhängigkeit zu entscheiden, votierte die Elfenbeinküste klar für den Verbleib bei Frankreich.

### 1959 bis 1960: Der Schritt in die Unabhängigkeit
Bis 1959 war Houphouët-Boigny ein eindeutiger Gegner der Lösung des Landes von Frankreich. Charles de Gaulle selbst legte jedoch den französischen Kolonien die Unabhängigkeit bei Beibehaltung einer lockeren Bindung an Frankreich nahe. Erst daraufhin „forderte“ Houphouët-Boigny gemeinsam mit den Führern der verbliebenen Republiken Französisch-Westafrikas die Unabhängigkeit. Kurz darauf wurden entsprechende Dokumente mit Frankreich unterzeichnet und am 7. August 1960 die Unabhängigkeit unter dem Namen Republik „Côte d´Ivoire“ (Elfenbeinküste) erklärt.

## Die unabhängige Republik Côte d’Ivoire 1960 bis 2002

### 1960 bis 1978: Konsolidierung der Macht und „Ivorisches Wirtschaftswunder“
98,7 % der Wahlberechtigten gaben im November 1960 Felix Houphouët-Boigny ihre Stimme, der damit in direkter Wahl zum ersten Präsidenten der unabhängigen Republik gewählt war. Dieses Amt behielt er bis zu seinem Tod 1993 bei. Abidjan wurde die Hauptstadt der Elfenbeinküste. Die auf Gewaltenteilung und anderen demokratischen Prinzipien beruhende Verfassung der Elfenbeinküste wurde in den ersten Jahren der Unabhängigkeit de facto außer Kraft gesetzt. Ein Mehrheitswahlrecht, das nicht auf einzelne Wahlkreise, sondern auf das Land als Ganzes angewandt wurde, bedeutete, dass die Mehrheitspartei (Houphouëts PDCI) sämtliche Sitze des Parlamentes erhielt. Houphouët-Boigny war zudem nicht nur Präsident des Staates, sondern auch der PDCI.
Als Staatspräsident ernannte er persönlich die Spitzen sämtlicher regionaler Gliederungen des Landes: der 6 Departements, 24 Präfekturen und selbst der 107 Subpräfekturen. Ebenso berief er die Mitglieder der Nationalversammlung. Innerhalb der Partei entledigte sich Houphouët-Boigny der jungen Akademiker, aber auch der Angehörigen bestimmter Regionen. 1962 und 1963 wurden Verschwörungen gegen die Regierung aufgedeckt, die zu „Säuberungen“ auf höchster Ebene in Partei und Staat führten. Gegen die Gefahr eines Militärputsches sicherte er sich mit der Gründung einer etliche tausend Mann starken Parteimiliz und dem Aufbau einer Armee ab, deren Führung aus im Lande geborenen Franzosen bestand.
Dennoch beruhte die Herrschaft Felix Houphouët-Boignys nicht in erster Linie auf Gewalt, sondern auf einer Politik der „ausgewogenen“ Vergabe von Posten und Privilegien an die Oberschicht des Landes und auf der weitgehenden Zufriedenheit breiter Bevölkerungsschichten aufgrund der allgemeinen Wirtschaftsentwicklung, des „ivorischen Wirtschaftswunders“.
Die wirtschaftliche Ausgangslage des Landes war bereits bei der Unabhängigkeit deutlich besser als in den übrigen Ländern des ehemaligen Französisch-Westafrika. Houphouët-Boigny verzichtete auf jede Form wirtschaftlicher Experimente, um die Abhängigkeit von französischem Kapital und Know-how zu verringern, und auch auf die Ersetzung der bewährten französischen Fachleute durch Einheimische. Das Land zog erhebliche Investitionen aus dem alten „Mutterland“ an. Ende der siebziger Jahre war die Elfenbeinküste der größte Kakaoproduzent und der drittgrößte Kaffeeproduzent der Welt sowie bedeutender Exporteur von Palmöl, Baumwolle und Kokosnüssen. In den 1970er Jahren investierte der Staat in die Industrie und 1980 besaß das Land eine für afrikanische Verhältnisse bedeutende Lebensmittel-, Textil- und Kunstdüngerindustrie.
Schattenseiten dieses Entwicklungsmodells waren erhebliche Entwicklungsunterschiede zwischen den boomenden Städten und den verarmenden ländlichen Gebieten insbesondere des Nordens. Die daraus folgende Landflucht verursachte einen Anstieg der Arbeitslosigkeit auch in den Städten. Arbeitslosenproteste im September 1969 in Abidjan führten zur massenhaften Verhaftung von Demonstranten, die unter anderem eine breitere „Ivorisierung“ von Jobs gefordert hatten, also die Ersetzung französischer Experten in Wirtschaft und Verwaltung durch Einheimische. Ein weiteres Konfliktfeld entstand zwischen den Einheimischen und den hunderttausenden unqualifizierter Einwanderer insbesondere aus Obervolta (heute Burkina Faso). Diese Arbeitsmigration war von der Regierung bewusst gefördert worden, um den großen landwirtschaftlichen Betrieben billige Arbeitskräfte zur Verfügung zu stellen.
In den 1970er Jahren führte Houphouët-Boigny eine Verjüngung des politischen Apparates durch und begann Unzufriedenheit im Land durch öffentliche „Dialoge“ aufzugreifen, bei denen er zum Beispiel 1974 mit 2000 Parteiarbeitern diskutierte. Substanzielle Reformen folgten aus diesen „Dialogen“ jedoch nicht. Stattdessen förderte er den Kult um seine Person durch ausgedehnte Reisen durch das Land und indem er führende Politiker öffentlichkeitswirksam der Korruption anklagte.

### 1978 bis 1993: Wirtschaftskrise und zaghafte Reformen, Ende der Ära Felix Houphouët-Boigny
In den späten 1970er Jahren brachen die Preise für Kakao und Kaffee ein, die beiden Hauptexportprodukte der Elfenbeinküste. Die Talfahrt der Preise setzte sich in den 1980er Jahren fort. Kaffee und Kakao waren bis dahin auch die Haupteinnahmequellen für den ivorischen Staat gewesen, der – auch aufgrund verschiedener Fehlinvestitionen in den vorangegangenen Jahren – nun einen erheblichen Teil seiner (drastisch gesunkenen) Einnahmen für den Schuldendienst aufwenden musste. Die allgemeinen Lebensbedingungen der Bevölkerung verschlechterten sich, die Arbeitslosigkeit nahm zu.
Notwendige Reformen wurden dennoch nicht durchgeführt, auch wenn internationale Gremien darauf drängten – die ivorischen Eliten waren an Reformen nicht interessiert. Die Politik setzte darauf, dass die Weltwirtschaft sich wieder beleben und die Einnahmen steigen würden. 1982/83 kam es zu bedrohlichen Demonstrationen von Studenten und Hochschullehrern. Der Präsident meisterte diese Krise mit scheindemokratischen Maßnahmen wie einer mehrstündigen Fernsehrede und gewissem Entgegenkommen bei den Forderungen nach „Ivorisierung“, um den Studenten die Angst vor Arbeitslosigkeit zu nehmen. 1983 aber erklärte Houphouët-Boigny die Kleinstadt Yamoussoukro, seine Geburtsstadt, zur Hauptstadt des Landes und ließ dort für 200, nach anderen Schätzungen sogar 400 Millionen US $ die größte Basilika der Welt errichten – aus seinem Privatvermögen, wie er versicherte.
1990 war der Staat praktisch bankrott und musste seine Schuldenzahlungen an die Weltbank und den IWF einstellen und bei den Ausgaben – sprich Gehälter von Angestellten und Unterstützungsleistungen für Studierende – drastisch sparen. Es kam wiederum zu Demonstrationen und Forderungen nach dem Rücktritt Houphouët-Boignys und echter Demokratie. Die Regierung reagierte erfolglos mit Verhaftungen und Schulschließungen und musste schließlich im April die Sparmaßnahmen zurücknehmen und die Zulassung neuer Parteien erlauben. Im Oktober desselben Jahres setzte sich Houphouët-Boigny ein letztes Mal bei einer Präsidentenwahl durch. Sein Gegenspieler war Laurent Gbagbo von der Front Populaire Ivoirien (FPI).
Die Elfenbeinküste war aufgrund der Schuldenkrise gezwungen, sich dem Diktat der Weltbank zu beugen, also sogenannte Strukturanpassungsmaßnahmen durchzuführen – Privatisierungen, Preiserhöhungen für bisher subventionierte Güter des Grundbedarfs und anderes. An der Spitze der daraufhin 1992 sich erhebenden Protestbewegung stand wiederum der Oppositionsführer Laurent Gbagbo, der daraufhin verhaftet wurde.
1993 ging die Ära Felix Houphouët-Boigny mit dessen Tod zu Ende.

### 1993 bis 1999: Präsidentschaft Bédiés und wirtschaftliche Erholung
Die Nachfolge Houphouët-Boigny trat am 7. Dezember 1993 verfassungsgemäß sein Stellvertreter Henri Konan Bédié an. Der Beginn seiner Regentschaft wurde durch eine deutliche Erholung der Preise für Kaffee und Kakao begünstigt, die direkt zu einer allgemeinen Erholung der ivorischen Wirtschaft führte.
Bédié sicherte seine Macht durch die Gründung sogenannter „Unterstützungskomitees“ ab, die nicht Teil der Strukturen der Regierungspartei waren, und ging wenig demokratisch gegen unliebsame Journalisten oder unbotmäßige Richter vor. Angeblich plante er sogar, seinen Vorgänger mit dem Bau einer Basilika in seinem Heimatdorf nachzuahmen. Seines möglichen Konkurrenten um das Präsidentenamt, Alassane Ouattara, eines ehemaligen Vertrauten Houphouët-Boignys, entledigte er sich durch eine Wahlrechtsreform, die alle Personen vom Präsidentenamt ausschloss, deren Eltern nicht beide ivorische Staatsbürger waren. Daraufhin boykottierten nahezu alle Oppositionskandidaten die Wahl von 1995 und Bédié gewann die Präsidentschaft mit 96,44 % aller Stimmen.
Aus der Zeit Bédié stammt auch die Ideologie der Ivorité, welche die Bewohner der Elfenbeinküste in echte Ivorer und jene Ethnien aus dem Norden des Landes, die identisch mit Bevölkerungsgruppen aus Mali und Burkina Faso sind, einteilt. Diese Ideologie wurde vor allem dazu entwickelt, Konkurrenten wie Ouattara zu marginalisieren und um sich lokale Konflikte zwischen Einheimischen und Fremden zunutze zu machen.
Wirtschaftlich setzte er den Kurs der Strukturanpassungsmaßnahmen fort. Während sich die allgemeinen Wirtschaftsdaten zufriedenstellend entwickelten, verschlechterten sich die Lebensbedingungen der Bevölkerung. Gleichzeitig häuften sich die Korruptionsvorwürfe gegen seine Regierung. 1998 setzte er eine Verfassungsreform durch, die es ihm ermöglichte, seine Präsidentschaft von fünf auf sieben Jahre zu verlängern.

### 1999 bis 2000: Zwischenspiel General Guéï

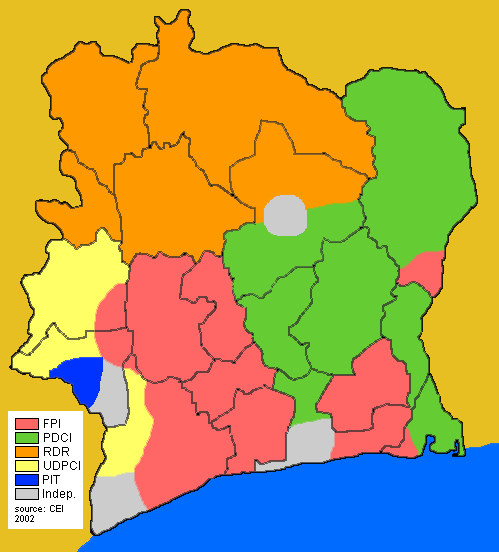
Resultate der unabhängigen Wahlkommission 2002

Weihnachten 1999 erlebte die Elfenbeinküste den ersten erfolgreichen Militärputsch ihrer Geschichte und Bédié wurde von der französischen Armee nach Togo ausgeflogen. Die Putschisten setzten General Robert Guéï als Führer der Militärregierung ein. Der General hatte sich bereits Mitte der 1990er Jahre einmal gegen Bédié gestellt, als er sich weigerte, im Zusammenhang mit einer politischen Auseinandersetzung zwischen Bédié und dem Oppositionsführer Alassane Ouattara seine Truppen zu mobilisieren. Dem Putsch folgte ein wirtschaftlicher Niedergang des Landes, schwere Menschenrechtsverletzungen und nachlassende Disziplin in den Streitkräften.
Im Oktober 2000 ließ Guéï eingeschränkt freie Wahlen zu. Als er erkennen musste, dass sein Gegenkandidat Laurent Gbagbo und dessen Front Populaire Ivoirien als Sieger aus den Wahlen hervorgegangen waren, weigerte er sich, das Ergebnis anzuerkennen. Gbagbo hatte bereits vor der Wahl seine Anhänger zum Protest aufgerufen, sollte es zu Wahlmanipulationen kommen. So kam es nach der Wahl zu einer allgemeinen Protestwelle, bei welcher sich die FPI-Anhänger mit Hilfe der mit der FPI sympathisierenden Gendarmerie durchsetzten. Guéï wurde zum Rücktritt und zur Flucht gezwungen. In der Folge kam es jedoch zu weiteren Zusammenstößen zwischen Anhängern der FPI und der RDR, deren Kandidat Ouattara bereits vor den Wahlen durch das Concept d’Ivoirité ausgeschlossen worden war. Zahlreiche Todesopfer waren die Folge dieser Zusammenstöße, wobei die meisten Opfer unter den RDR-Anhängern waren. Diese meist aus dem Norden stammenden Ivorer muslimischen Glaubens fielen zu einem Großteil Pogromen der Gendarmerie zum Opfer, wenngleich indirekt auch die FPI der Massaker beschuldigt wurde.
Am 26. Oktober 2000 wurde Laurent Gbagbo Präsident der Elfenbeinküste. Er war bereits im Januar 2001 mit einem Putschversuch konfrontiert, den er nur mit Mühe abwenden konnte. Er bemühte sich jedoch um nationale Aussöhnung, etwa im Rahmen des Forum de la Reconciliation Nationale. Es wurden Kommunalwahlen abgehalten, die angesichts des Möglichen fair waren, und im August 2002 wurde eine Regierung gebildet, in die die Oppositionsparteien RDR und PDCI eingebunden wurden.
Zahlreiche Anhänger von Ex-Präsident Guéï fanden derweil in Burkina Faso Zuflucht.

## Seit 2002: Das geteilte Land

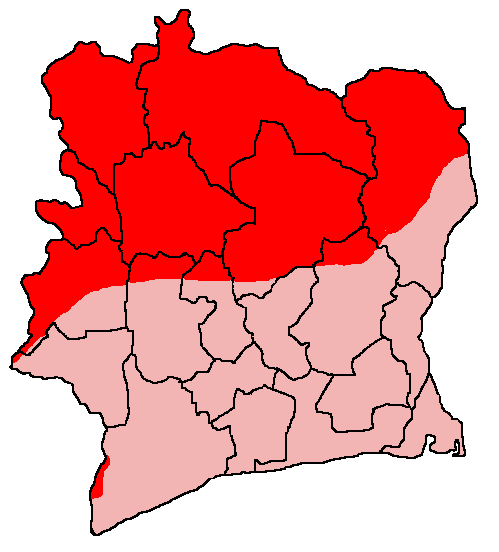
Aufteilung der Elfenbeinküste in den von Regierungstruppen kontrollierten Süden (hell) und den von den Forces Nouvelles gehaltenen Norden (dunkel). Nicht eingezeichnet: die im südlichen Teil dazwischenliegende Pufferzone unter Kontrolle der Operation der Vereinten Nationen an der Elfenbeinküste und der französischen Armee. Stand: Mai 2005.

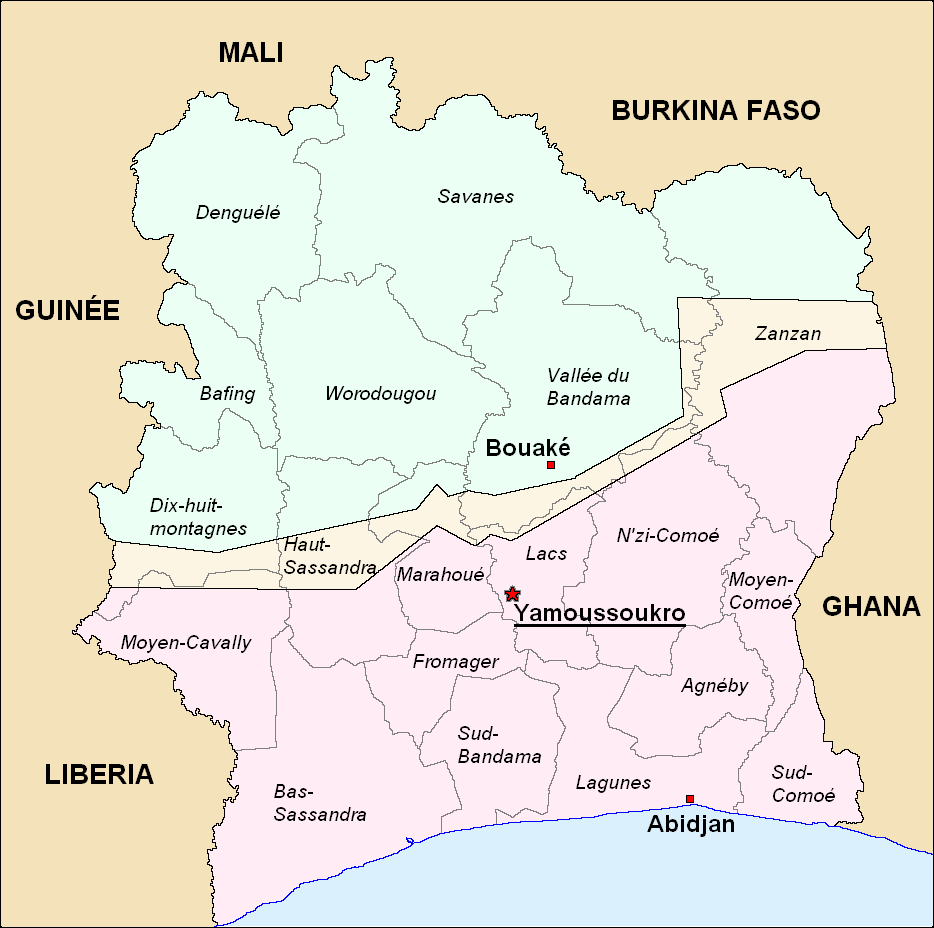
Detailkarte mit der Pufferzone, die im Frühling 2007 aufgelöst wurde

### Putschversuch 2002
In der Nacht zum 19. September 2002 erhob sich ein Teil der Armee gegen die Regierung: Einige wichtige Kasernen in Abidjan, Korhogo und Bouaké sowie Privathäuser von Ministern wurden überfallen, Innenminister Boga Doudou erschossen. Der Putsch scheiterte in Abidjan, wo loyale Truppen die Oberhand behielten. Die Aufständischen brachten jedoch sukzessive die nördliche Hälfte des Staates und die zweitgrößte Stadt des Landes, Bouaké, unter ihre Kontrolle.
Da der Aufstand während eines Italienbesuchs von Präsident Laurent Gbagbo stattfand und weil die Aufständischen gut organisiert und bewaffnet waren, war bald klar, dass es sich um einen Putsch handelte. Das Nachbarland Burkina Faso wurde verdächtigt, in den Putsch involviert zu sein, da viele der aufständischen Offiziere dort vorübergehend Schutz gefunden hatten.
Diese Entwicklung hat ihren Hintergrund auch in ethnischen Spannungen, in der Elfenbeinküste leben viele aus den angrenzenden Staaten eingewanderte Menschen, die mehr als ein Viertel der Gesamtbevölkerung ausmachen.
Der nördliche, nunmehr vom regierungstreuen Süden losgelöste Teil der Elfenbeinküste wird unter 3 Rebellengruppen aufgeteilt: unter der MPIGO und MPCI im Norden sowie der MJP im Westen nahe der Grenze zu Liberia.
Frankreich, das in der Elfenbeinküste wichtige wirtschaftliche und politische Ziele verfolgt, arbeitete einen Friedensplan aus, welcher im Januar 2003 in Linas-Marcoussis verhandelt und im Kléber-Abkommen umgesetzt wurde. Diese Abkommen sahen die Bildung einer „Regierung der nationalen Versöhnung“ vor, in denen die Rebellen das Innen- und Verteidigungsministerium halten würden. Diese Friedensvereinbarung war jedoch nicht realisierbar, was zu neuen Verhandlungen und dem Abkommen von Accra führte. In Gefolge dieser Verträge konnte zwar der Premierminister Seydou Diarra eine Regierung bilden, Frieden konnte aber nicht sichergestellt werden. Die Spaltung des Landes wurde mit diesen Abkommen einzementiert und Frankreich als Vermittler unglaubwürdig: Das Verhandeln mit den Rebellen in Marcoussis und vor allem die weitreichenden Zugeständnisse hatte in der Elfenbeinküste den Eindruck erweckt, dass die ehemalige Kolonialmacht sich auf die Seite der Forces Nouvelles geschlagen hatte. Dies gab latenten antifranzösischen Gefühlen im Süden des Landes Auftrieb und gefährdete dort französische Interessen direkt.
Im Juli 2003 wurde bei einer Zeremonie im Präsidentenpalast der Bürgerkrieg für beendet erklärt. Bereits am 26. März 2004 erklärte die Opposition nach blutigen Auseinandersetzungen am Vortag ihren Rückzug aus der Regierung der nationalen Einheit. Eine im Rahmen des Friedensprozesses geplante Entwaffnung kam nicht zustande.
Im Auftrag der UNO wurden zur Trennung der Rebellen im Norden und dem südlichen Landesteil mehr als 6300 Blauhelm-Soldaten im Land stationiert. Zusätzlich sind etwa 4500 französische Soldaten im Land. Letztere agieren ebenfalls im Auftrag der UNO, waren aber schon vor der Krise in Côte d’Ivoire stationiert. Frankreich hat in diesem Land seinen größten afrikanischen Stützpunkt.

### Eskalation 2004
Anfang November 2004 eskalierte die Situation erneut. Am 4. November verletzten die Regierungstruppen einseitig den Waffenstillstand und begannen Luftangriffe auf Ziele im Norden des Landes. Gleichzeitig wurden in Abidjan Büros von Oppositionsparteien und unabhängigen Zeitungen verwüstet. Am dritten Tag der Luftangriffe kamen neun französische Soldaten ums Leben, als zwei Suchoi Su-25 die von den Rebellen gehaltene Stadt Bouaké und ein dort gelegenes französisches Lager bombardierten. Als Reaktion darauf wurde von den französischen Streitkräften am 5. November die gesamte Luftwaffe (zwei Kampfflugzeuge, fünf Kampfhubschrauber) Côte d’Ivoires binnen eines Tages vernichtet. Ebenso wurde der Präsidentenpalast in Yamoussoukro unter Beschuss genommen, was Gerüchten Vorschub lieferte, dass Frankreich Präsident Gbagbo gewaltsam aus seinem Amt entfernen würde. Es kam zu gewalttätigen antifranzösischen Protesten in Abidjan, bei denen Dutzende Menschen getötet und über Tausend verletzt wurden, auch vom Einsatz französischer Kampfhubschrauber wurde berichtet. Zudem erreichten die französisch-ivorischen Beziehungen einen Tiefpunkt, nachdem das Eingreifen Frankreichs die Bemühungen von Präsident Gbagbo zunichtegemacht hatte, die Rebellen militärisch zu besiegen.
Mitte November 2004 hatte Frankreich bereits 5200 Soldaten im Land, die nochmals verstärkt wurden. Zu diesem Zeitpunkt waren bereits rund 1600 französische Zivilisten (zum Teil mit zwei Staatsbürgerschaften) evakuiert worden. Sie berichteten von Dutzenden von Plünderungen und Vergewaltigungen durch einen entfesselten Mob. Todesopfer gab es unter den Franzosen nicht, jedoch wurde die Evakuierung von einigen Beobachtern als Ende des französischen Einflusses in Afrika interpretiert.

### Gbagbos zwiespältige Rolle
Die Rebellen im Norden hielten zwar weiterhin still, der Friedensplan war aber dennoch in einer schweren Krise. So sollte ihm zufolge die Entwaffnung der Truppen des Nordens bereits im Gange sein. Tatsächlich war dem aber nicht so. Letztlich war darin wohl ein Ursprung der neuerlichen Eskalation zu sehen. Dem südlichen Landesteil unter Gbagbo wiederum wurde vorgeworfen, die Teilung der Macht eigentlich nicht gewollt zu haben. Gbagbo destabilisiere die Lage seit längerem unter anderem mit Aufrufen zu Hass und Gewalt über TV und Radio. Bis 15. November wurden rund 6000 Ausländer via Luftbrücke evakuiert.
Auf Betreiben Frankreichs wurde die ivorische Regierung für den Bruch des Waffenstillstands auf einem AU-Sondergipfel und durch die UN-Resolution 1572 verurteilt. Am 15. November 2004 verhängte der Sicherheitsrat der Vereinten Nationen ein Waffenembargo gegen Côte d’Ivoire. Davon waren sowohl der südliche als auch der nördliche Landesteil betroffen. Außerdem wurden ein Reiseverbot über die Mitglieder der jeweiligen Führungen beider Landesteile verhängt und deren Auslandskonten eingefroren. Das Waffenembargo trat am gleichen Tag in Kraft, die anderen Maßnahmen erst zum 15. Dezember, und nur dann, wenn bis dahin der Waffenstillstand nicht vollständig wiederhergestellt sei. Alle Maßnahmen waren vorerst auf 13 Monate befristet.
Nach dem offensichtlichen Scheitern der französischen Vermittlungsmission schaltete sich der südafrikanische Präsident Thabo Mbeki in die Friedensbemühungen ein. Aus dessen Beharrlichkeit resultierte, dass die Konfliktparteien am 6. April 2005 in Pretoria das offizielle Ende des Bürgerkriegs verkündeten und sich am 29. Juli 2005 auf ein Entwaffnungsabkommen einigten. Dieses sollte den Weg freimachen zu Präsidentschaftswahlen am 30. Oktober 2005, an denen alle bekannten Kandidaten teilnehmen können sollten.
Der Wahltermin erwies sich jedoch recht bald als nicht haltbar, besonders wegen Streits um die Erstellung der Wählerlisten und um die Sitze in der Wahlkommission. Ebenso stockte die Auflösung der Milizen aus genau den gleichen Problemen. Im September 2005 forderten die Rebellen schließlich Gbagbo auf, zurückzutreten und die Wahlen ohne ihn stattfinden zu lassen, weil sie ihn als das eigentliche Friedenshindernis sahen. Die südafrikanische Seite bescheinigte Gbagbo jedoch gute Zusammenarbeit. Letzten Endes erklärten die Rebellen auch der südafrikanischen Vermittlungsmission ihr Misstrauen, was dazu führte, dass das Vermittlungsmandat offiziell an die Vereinten Nationen zurückging.
Weder die Entwaffnung noch Wahlen wurden jedoch umgesetzt. Die UNO beschloss eine Verlängerung der Amtszeit von Gbagbo (die im Oktober 2005 beendet gewesen wäre) um ein Jahr, stellte ihm allerdings einen Parteilosen, Charles Konan Banny, als Premierminister an die Seite, der Wahlen bis Oktober 2006 vorbereiten sollte. Mitte Januar 2006 eskalierte die Situation erneut. Es kam in mehreren Orten zu gewalttätigen Demonstrationen, bei Auseinandersetzungen zwischen Anhängern Gbagbos und Einheiten der UNO gab es in Guiglo einige Tote und Verletzte. Die dort stationierten UN-Soldaten zogen sich daraufhin in die wenige Kilometer nördlich gelegene demilitarisierte Zone zurück. In der Hauptstadt kamen bei Demonstrationen Tränengas und Warnschüsse zum Einsatz. Die Straßen Abidjans wurden von – meist jugendlichen – Anhängern Gbagbos kontrolliert, unter anderem mittels Straßensperren.

### Schleppende Wahlvorbereitungen
Nach einem einschlägigen UN-Beschluss Anfang Februar 2006 wurden Konten von drei Gegnern des Friedensprozesses eingefroren. Die Sanktionen richteten sich gegen Ble Goude und Eugene Djue, die als Anführer militanter Jugendgruppen und Anhänger von Staatspräsident Laurent Gbagbo gelten, sowie gegen Rebellenführer Fofie Kouakou. Die rund 7000 im Land stationierten Blauhelme wurden circa zur gleichen Zeit um rund 200 Mann verstärkt. Weiter befanden sich zusätzlich 4000 französische Soldaten zur Friedenssicherung im Land. Die Audiences foraines genannte Registrierung von bisher papierlosen Bürgern im Hinblick auf die vereinbarten Wahlen kam nur schleppend vorwärts. Die Opposition behauptete, sie würden von Mitgliedern der Regierungspartei hintertrieben und teilweise verhindert.
Ende Oktober 2006 lief das vom UNO-Sicherheitsrat gewährte verlängerte Mandat von Präsident Gbagbo aus. Daher hätten vorher auch im ganzen Land Wahlen stattfinden müssen. Dies geschah nicht, da der Präsident sich weigerte, die Wählerregister zu aktualisieren. Der Norden wurde weiterhin von den Forces Nouvelles beherrscht und der Süden theoretisch von der Übergangsregierung Banny. De facto habe jedoch Präsident Gbagbo im Süden schon längst Parallelstrukturen aufgebaut, in welche insbesondere die Einnahmen aus dem Kakaoanbau und die noch jungen Erdöleinnahmen flössen.

### Vertrag von Ouagadougou
Am 4. März 2007 wurde schließlich, nach langwierigen Verhandlungen zwischen Präsident Gbagbo, Rebellenführer Soro und dem burkinischen Präsidenten Blaise Compaoré, ein neuer Friedensvertrag unterzeichnet. Dieser Vertrag sah, im Unterschied zu den vorigen Abkommen, einen ständigen Konzertationsrahmen vor, in welchem neben Gbagbo, Soro und Compaore auch Bédié und Ouattara vertreten waren. Soro wurde zum Premierminister der neu zu bildenden Regierung ernannt. Der Vertrag von Ouagadougou enthält detaillierte Vereinbarungen zur Ausgabe von Identitätspapieren, Aufstellen des Wählerverzeichnisses sowie die Schaffung einer nationalen Armee.
Wenige Wochen später wurde bereits mit dem Abbau der Pufferzone begonnen und es gab erste gemeinsame Patrouillen aus Soldaten und Rebellen. Im Juli 2007 besuchte Präsident Gbagbo zum ersten Mal seit fünf Jahren den von den Rebellen gehaltenen Norden. Er nahm dort an einer offiziellen Friedenszeremonie teil, bei der in Anwesenheit zahlreicher afrikanischer Staatschefs Waffen verbrannt wurden.
In Vorbereitung der Wahl wurden 480.000 neue Geburtsurkunden ausgestellt.
Wahlen sollten, nachdem das Mandat von Präsident Gbagbo bereits 2005 abgelaufen war, am 30. November 2008 stattfinden, jedoch wurde kurz vor dem geplanten Termin in einer gemeinsamen Erklärung am 10. November von Laurent Gbagbo, Guillaume Soro und anderen politischen Führern mitgeteilt, die Abstimmung sei bis Ende des Monats nicht zu organisieren.
Gründe seien unter anderem Probleme bei der Wählerregistrierung.

### Präsidentschaftswahl 2010 und Streit um das Ergebnis
Die am 31. Oktober 2010 und am 28. November 2010 schließlich durchgeführten Präsidentschaftswahlen führten nicht zur erhofften Einigung des Landes und zur Klärung der Machtverhältnisse. Amtsinhaber Laurent Gbagbo gewann die erste Runde der Wahlen mit 38 % der abgegebenen Stimmen vor seinem wichtigsten Herausforderer Alassane Ouattara, der als „Kandidat des Nordens“ angesehen wurde und 32 % erhielt. In der darauffolgenden Stichwahl jedoch konnte Ouattara mit Unterstützung der Anhänger des in der 1. Runde drittplatzierten Henri Konan Bédié laut Wahlkommission die Mehrheit der Stimmen auf sich vereinigen. Der regierungstreue Verfassungsrat erklärte dagegen das vorläufige Ergebnis der Wahlkommission für ungültig, da das Ergebnis nicht fristgerecht verkündet worden war. Zudem kündigte der Verfassungsrat eine Prüfung von Wahlbeschwerden an, nachdem sich Gbagbos Partei um eine Annullierung der Wahlergebnisse in drei Wahlkreisen des Nordens bemüht hatte.
Die UNO, die Europäische Union und andere erkannten Ouattara als Wahlsieger und Präsidenten der Elfenbeinküste an.

### Regierungskrise 2010/2011
Laurent Gbagbo ließ sich unter Berufung auf den Verfassungsrat am 4. Dezember 2010 für eine weitere Amtszeit vereidigen. Wenige Stunden später leistete auch Alassane Ouattara den Amtseid als Staatspräsident. Truppen der Forces Nouvelles de Côte d’Ivoire (FN), die vor der Wahl in den Süden gesandt worden waren, kehrten in den Norden zurück. Die Teilung des Landes wurde wieder zementiert. In der Folge kam es zu Ausschreitungen und Kämpfen zwischen damaligen gbagbotreuen Streitkräften (FDS) und den FN. In Abidjan kämpften als Unsichtbare Kommandos bezeichnete Ouattara-Anhänger gegen die FDS. Ende März startete die neu gegründete Nachfolgeorganisation der FN, die Forces républicaines de Côte d’Ivoire (FRCI), eine von Massakern begleitete Blitzoffensive, die schnell erfolgreich war und Anfang April in der Einnahme großer Teile Abidjans mündete. Gbagbo selbst verschanzte sich mit hundert bis zweihundert seiner Getreuen in dem von der FRCI belagerten Bunker der Präsidentenresidenz, und auch andere seiner verbliebenen Truppenteile, vor allem die Republikanische Garde (Elfenbeinküste), leisteten im Zentrum der Metropole massiven Widerstand. Es folgten intensive Kämpfe, bei denen alle Seiten schwere Waffen im Stadtgebiet einsetzten. Die Einheiten der Operation der Vereinten Nationen an der Elfenbeinküste (ONUCI) und der französischen Opération Licorne griffen entscheidend auf Seiten Ouattaras ein, was schließlich am 11. April zur Festnahme Gbagbos und zum Ende des Konfliktes führte. In der Folge kam es dennoch zu Spannungen und Kämpfen zwischen den FRCI und den Unsichtbaren Kommandos, bei denen der Anführer der Unsichtbaren Kommandos, Ibrahim Coulibaly, erschossen wurde.

### Amtszeit Ouattaras
2011 verlief die Parlamentswahl im Land friedlich. Die Partei Ouattaras, die Rassemblement des Républicains gewann hierbei die Mehrheit der Stimmen. 2013 musste sich Gbagbo wegen „indirekter Mittäterschaft an Verbrechen gegen die Menschlichkeit“ vor dem Internationalen Strafgerichtshof verantworten.